# Episodi di Manhunt: Unabomber
La prima stagione della serie televisiva antologica Manhunt, composta da 8 episodi, è pubblicata su Discovery Channel a partire dal 1º agosto 2017.
In Italia la serie è stata pubblicata su Netflix il 12 dicembre 2017.
| nº | Titolo originale              | Titolo italiano                      | Pubblicazione USA | Pubblicazione Italia |
| -- | ----------------------------- | ------------------------------------ | ----------------- | -------------------- |
| 1  | UNABOM                        | Unabomber                            | 1º agosto 2017    | 12 dicembre 2017     |
| 2  | Pure Wudder                   | Pura razza ariana                    | 1º agosto 2017    | 12 dicembre 2017     |
| 3  | Fruit of the Poisonous Tree   | Frutto dell'albero avvelenato        | 8 agosto 2017     | 12 dicembre 2017     |
| 4  | Publish or Perish             | Pubblicare o perire                  | 15 agosto 2017    | 12 dicembre 2017     |
| 5  | Abri                          | Rifugio                              | 22 agosto 2017    | 12 dicembre 2017     |
| 6  | Ted                           | Ted                                  | 29 agosto 2017    | 12 dicembre 2017     |
| 7  | Lincoln                       | Lincoln                              | 5 settembre 2017  | 12 dicembre 2017     |
| 8  | USA vs. Theodore J. Kaczynski | Gli USA contro Theodore J. Kaczynski | 12 settembre 2017 | 12 dicembre 2017     |

## Unabomber
- Titolo originale: UNABOM
- Diretto da: Greg Yaitanes
- Scritto da: Andrew Sodroski

### Trama
Nel 1995 il nuovo profiler dell'FBI Jim Fitzgerald viene invitato a far parte della task force incaricata di individuare e arrestare il terrorista noto come Unabomber.

## Pura razza ariana
- Titolo originale: Pure Wudder
- Diretto da: Greg Yaitanes
- Scritto da: Jim Clemente e Tony Gittelson (soggetto); Andrew Sodroski (sceneggiatura)

### Trama
Nel 1995 Fitz deve valutare la credibilità della minaccia da parte di Unabomber di far esplodere un aereo. Anni dopo, i due si ritrovano faccia a faccia.

## Frutto dell'albero avvelenato
- Titolo originale: Fruit of the Poisonous Tree
- Diretto da: Greg Yaitanes
- Scritto da: Max Hurwitz

### Trama
Nel 1995 una nuova linguista aiuta Fitz e la sua squadra a trovare indizi. Nel 1997 Ted e Fitz discutono della loro eredità.

## Pubblicare o perire
- Titolo originale: Publish or Perish
- Diretto da: Greg Yaitanes
- Scritto da: Nick Towne

### Trama
Unabomber continua ad affermare che fermerà gli attentati se il suo manifesto verrà pubblicato. Tocca al procuratore generale Janet Reno prendere una decisione.

## Rifugio
- Titolo originale: Abri
- Diretto da: Greg Yaitanes
- Scritto da: Jim Clemente e Tony Gittelson (soggetto); Steven Katz (sceneggiatura)

### Trama
David Kaczynski riceve buone notizie a proposito delle indagini dell'FBI sul fratello. La situazione però subisce una svolta quando Fitz va a trovare David.

## Ted
- Titolo originale: Ted
- Diretto da: Greg Yaitanes
- Scritto da: Andrew Sodroski

### Trama
In una lettera al fratello, Ted parla di una figura chiave della sua infanzia e racconta di quanto lo tormenti l'incapacità di avere delle relazioni.

## Lincoln
- Titolo originale: Lincoln
- Diretto da: Greg Yaitanes
- Scritto da: Nick Schenk, Jim Clemente e Tony Gittelson (soggetto); Nick Schenk (sceneggiatura)

### Trama
Fitz e la sua squadra devono trovare prove sufficienti per giustificare un mandato d'arresto per Ted, prima che un reporter diffonda la notizia delle indagini dell'FBI.

## Gli USA contro Theodore J. Kaczynski
- Titolo originale: USA vs. Theodore J. Kaczynski
- Diretto da: Greg Yaitanes
- Scritto da: Andrew Sodroski

### Trama
Ted non riesce a far invalidare le prove contro di lui e Fitz cerca un'ultima volta di convincerlo a dichiararsi colpevole.